# Parafia św. Józefa w Starym Goździe
Parafia pod wezwaniem św. Józefa w Starym Góździe – parafia rzymskokatolicka mająca swą siedzibę we wsi Stary Gózd w powiecie białobrzeskim. Administracyjnie przynależy do dekanatu jedlińskiego w diecezji radomskiej. Prowadzą ją księża diecezjalni.

## Historia
Wsie należące obecnie do parafii istniały w XIV w. (najwcześniej wzmiankowane Stare Siekluki). Od XVI w. należały do parafii Zwiastowania NMP w Jasionnej, następnie do parafii Narodzenia NMP w Starej Błotnicy. W 1957 r. zakupiono ziemię i wybudowano kaplicę. Rok później, 1 listopada 1958 r., ks. bp Jan Kanty Lorek erygował parafię w Starym Góździe. Organizatorem parafii, budowniczym kościoła i plebanii był ks. Józef Barański. Obecny kościół pw. św. Józefa Robotnika został wybudowany w latach 1959–1961 wg projektu arch. Stanisława Kmiecińskiego z Warszawy. Świątynia jest murowana z cegły i kamienia, jednonawowa, z zakrystią dobudowaną od strony zachodniej.

## Proboszczowie
- 1958 – 1973 – ks. Józef Barański
- 1973 – 1975 – ks. Tadeusz Borowski
- 1975 – 1993 – ks. Tadeusz Jakubiak
- 1993 – 1997 – ks. Piotr Firlej
- 1997 – nadal – ks. kan. Janusz Kurek

## Terytorium
- Do parafii należą: Nowy Gózd, Stary Gózd, Grodzisko, Nowy Kadłubek, Stary Kadłubek, Nowy Kiełbów, Pągowiec, Stare Siekluki, Trąbki, Stare Żdżary[1].